# لوئی گلینر
لوئی گلینر (فرانسوی: Louis Glineur‎؛ ۱۰ دسامبر ۱۸۴۹ – نامشخص) کماندار اهل بلژیک بود.